# American Indian Horse
L'American Indian Horse est un registre généalogique pour chevaux descendants du Barbe espagnol, de l'Arabe, du Mustang et de l'Appaloosa originel,. 

## Histoire
Les chevaux de ce registre descendent des animaux amenés aux Amériques par les Espagnols, puis capturés par les Amérindiens aux États-Unis. Leurs ancêtres ont reçu différents noms, comme cow pony, buffalo horse, mustang, Indian Horse, Cayuse, Chickasaw, et Spanish pony.
Le registre est créé en 1961, lorsque des éleveurs du cheval colonial espagnol se mettent à considérer d'autres éleveurs du Mustang espagnol s'éloignent de ce qui est considéré comme le phénotype du « cheval Indien ».
L'organisation est créé « dans le but de collecter, d'enregistrer et de préserver les pedigrees des chevaux amérindiens ». Le registre permet également d'enregistrer les « hybrides [sic] et les descendants » du cheval colonial espagnol Horse originel. Les chevaux enregistrés auprès d'autres registres de race peuvent être doublement enregistrés auprès de cette organisation si les chevaux répondent aux exigences de conformation.

## Description
Le registre n'a pas d'exigences de taille, mais la plupart des chevaux sont assez petits. Le modèle est solide, avec d'excellentes jambes et pieds. Aucun type de profil de tête n'est privilégié. Une musculature trop massive est un trait indésirable. 
Le registre de l'American Indian Horse, établit en 1961, a créé cinq catégories de chevaux : 
- Classe A réservée aux pedigrees inconnus, comme les chevaux du Bureau of Land Management[11] ;
- Classe AA si au moins 50 % du pedigree est traçable vers ses chevaux issus des tribus amérindiennes.
- Classe M pour les chevaux de type moderne, comme les Quarter Horses et Appaloosas.
- Classe O pour les chevaux possédant une origine qui renvoie directement aux tribus amérindiennes
- Classe P réservées aux poneys de type Indien, par exemple issus des races Galiceno et Poney des Amériques.

Toutes les couleurs de robe sont possibles. Il existe des chevaux pie et tachetés. Les yeux bleus sont autorisés.
Le tempérament est considéré comme amical envers l'humain. Certains chevaux ont des allures supplémentaires,.

## Utilisations
L′American Indian Horse peut être monté en équitation western et en gymkhana de vitesse. Ils sont aussi montés en équitation de loisir et en randonnée.